# Famille de Bégon de Larouzière
Ne pas confondre avec la famille Bégon, originaire de Blois.
La famille de Bégon de Larouzière est une famille de la noblesse française subsistante, originaire de Rouergue et présente en Auvergne.
Elle compte parmi ses membres des officiers.

## Histoire
La famille Bégon de Larouzière « appartient à l’ancienne noblesse de l’Auvergne et du Bourbonnais. Elle remonte par filiation suivie à Jehan de Bégon qui était en 1486 seigneur de La Rouzière, en Auvergne, et qui fut appelé en 1460 au ban et à l’arrière ban de cette province. On ne voit pas qu’il ait existé en Auvergne antérieurement à cette date de famille noble du nom de Bégon, mais d’après une tradition constante, ce Jehan de Bégon aurait été originaire du Rouergue et serait venu se fixer en Auvergne par son mariage avec l’héritière de la seigneurie de Larouzière. »
Hippolyte de Barrau, historien et généalogiste du Rouergue, rapporte de nombreux actes où il est fait mention du patronyme Bégon en Rouergue au Moyen Âge, qu'il considère comme se rapportant à cette famille. Il précise toutefois qu'il n'a pas pu consulter une filiation de cette famille et que les preuves ne remontent pas au-delà de Jehan de Bégon.
Elle a été admise à l'Association d'entraide de la noblesse française en 1964.

## Personnalités
- François-Louis-Anne de Bégon (1749-1814), « premier de sa famille à être connu sous le titre de « marquis de Larouzière », chevalier, seigneur de Saint-Pons et Montchoisy ; député de la noblesse de la sénéchaussée de Riom aux États généraux de 1789, il siège à l'extrême droite, démissionne pour aller rejoindre le comte d'Artois en émigration ; il fut le représentant des princes à la Diète de Ratisbonne. »[1] Il rentre en France sous le Consulat, est emprisonné plusieurs années sous le Premier Empire[1].
- Marie Françoise Josèphe Bégon de Larouzière (1820-1892), alias Fanny de Bégon, alias Madame de Stolz, écrivaine.
- Henri François Dominique de Bégon de Larouzière de Montlosier (1900-1987), chevalier de la Légion d'honneur, Croix de guerre 1939-1945, maire de Saint-Ours-les-Roches et conseiller général du canton de Pontgibaud (1970-1976).
- Geoffroy de Bégon de Larouzière de Montlosier, général de division, commandeur de la Légion d'honneur en 2025[4]

## Alliances
Les principales alliances de la famille de Bégon de Larouzière sont : de Montboissier (1540), de Bonnevie (1549), de Chavagnac (1591), de Bonneval (1768), du Buysson des Aix, de Montagnac (1739), Rossignol de Lachicotte Laraque (1808), de Riollet de Morteuil, de Reynaud de Montlosier (1893), Roullet de la Bouillerie (1899), de Beaurepaire de Louvagny (1925), Thibaut de La Rochethulon, d'Aviau de Ternay, de Colbert-Turgis (1930), du Puy de Goyne, Henriot (1955 et 1964), Arnoux de Maison Rouge (1958), Bout de Marnhac.

## Armes
- D'azur à trois roues d’or, au chef d’argent chargé d’un lion léopardé de gueules.[1]

## Pour approfondir